# Cubocephalus atrator
Cubocephalus atrator là một loài tò vò trong họ Ichneumonidae.